# 馬俊德
馬俊德（1910年—1978年8月26日），字克明，遼寧省興城縣人。民國37年（1948年）在商業東北區遞補當選第一屆立法委員。

## 生平[1][2][3]
- 綏中縣立初級中學、遼寧省第一工科高級中學
- 國立東北大學建築系、借讀大夏大學
- 上海市政府工務局建築師
- 浙江興業銀行地產部主任建築師
- 滬江大學建築系教授
- 上海九三實業股份公司董事長、久善公司董事長、建安實業公司地產部經理、鼎川工程公司
- 彰化紗廠董事長
- 民興紡織公司董事長
- 國泰航業公司董事長
- 萬德利企業公司董事長
- 逢甲工商學院建築系教授兼系主任
- 聯成毛紡公司董事長
- 民國67年8月26日病逝[4]